# Pośredni Jaworowy Szczyt
Pośredni Jaworowy Szczyt (słow. Prostredný Javorový štít) – niższy, zachodni wierzchołek Jaworowego Szczytu znajdujący się w głównej grani słowackich Tatr Wysokich. Od Małego Jaworowego Szczytu oddziela go przełęcz Rozdziele, a od głównego wierzchołka Jaworowego Szczytu oddzielony jest płytką Jaworową Szczerbiną. Na wierzchołek Pośredniego Jaworowego Szczytu nie prowadzą żadne znakowane szlaki turystyczne, dla taterników najciekawsza jest jego północna ściana opadająca w kierunku Doliny Jaworowej, którą wiodą liczne drogi wspinaczkowe.
Nazwa Pośredniego Jaworowego Szczytu pochodzi od jego położenia względem pozostałych dwóch Jaworowych Szczytów.
Pierwszego wejścia na wierzchołek Pośredniego Jaworowego Szczytu dokonano zapewne przy okazji wejścia na sąsiadujący Jaworowy Szczyt.